# Romance, irane
„Romance, irane” (jap. ロマンス、イラネ) – siódmy singel japońskiego zespołu AKB48, wydany w Japonii 23 stycznia 2008 roku przez DefSTAR Records.
Singel został wydany w trzech edycjach: regularnej oraz dwóch limitowanych. Osiągnął 6 pozycję w rankingu Oricon i pozostał na liście przez 5 tygodni, sprzedał się w nakładzie 23 209 egzemplarzy.
Utwór tytułowy został wykorzystany w zakończeniu programu Akko ni omakase!.

## Lista utworów
| CD (wer. regularna i limitowana A) |                                                                        |                                                                    |                                                                    |                                                                    |      |
| Nr                                 | Tytuł                                                                  | Słowa                                                              | Kompozycja                                                         | Aranżacja                                                          | Czas |
| 1.                                 | „Romance, irane” (jap. ロマンス、イラネ) (Original Mix)                | Yasushi Akimoto                                                    | Rie                                                                | CHOKKAKU                                                           | 4:40 |
| 2.                                 | „Ai no mōfu” (jap. 愛の毛布)                                           | Yasushi Akimoto                                                    | Hideki Naruse                                                      | Nobuhiko Kashiwara                                                 | 5:01 |
| 3.                                 | „Romance, irane” (jap. ロマンス、イラネ) (Original Mix) (Instrumental) |                                                                    | Rie                                                                | CHOKKAKU                                                           | 4:40 |
| 4.                                 | „Ai no mōfu” (jap. 愛の毛布) (Instrumental)                            |                                                                    | Hideki Naruse                                                      | Nobuhiko Kashiwara                                                 | 5:01 |
| CD (wer. limitowana B)             |                                                                        |                                                                    |                                                                    |                                                                    |      |
| Nr                                 | Tytuł                                                                  | Słowa                                                              | Kompozycja                                                         | Aranżacja                                                          | Czas |
| 1.                                 | „Romance, irane” (jap. ロマンス、イラネ) (Original Mix)                | Yasushi Akimoto                                                    | Rie                                                                | CHOKKAKU                                                           | 4:40 |
| 2.                                 | „Ai no mōfu” (jap. 愛の毛布)                                           | Yasushi Akimoto                                                    | Hideki Naruse                                                      | Nobuhiko Kashiwara                                                 | 5:01 |
| 3.                                 | „Romance, irane” (jap. ロマンス、イラネ) (Himawari 2.0 Mix)            | Yasushi Akimoto                                                    | Rie                                                                | CHOKKAKU                                                           | 4:40 |
| 4.                                 | „Romance, irane” (jap. ロマンス、イラネ) (Himawari 2.1 Mix)            | Yasushi Akimoto                                                    | Rie                                                                | CHOKKAKU                                                           | 4:40 |
| 5.                                 | „Romance, irane” (jap. ロマンス、イラネ) (Original Mix) (Instrumental) |                                                                    | Rie                                                                | CHOKKAKU                                                           | 4:40 |
| 6.                                 | „Ai no mōfu” (jap. 愛の毛布) (Instrumental)                            |                                                                    | Hideki Naruse                                                      | Nobuhiko Kashiwara                                                 | 5:01 |
| DVD (wer. limitowana A)            |                                                                        |                                                                    |                                                                    |                                                                    |      |
| Nr                                 | Tytuł                                                                  | Tytuł                                                              | Tytuł                                                              | Tytuł                                                              | Czas |
| 1.                                 | „Romance, irane” (jap. ロマンス、イラネ) (Video Clip)                  | „Romance, irane” (jap. ロマンス、イラネ) (Video Clip)              | „Romance, irane” (jap. ロマンス、イラネ) (Video Clip)              | „Romance, irane” (jap. ロマンス、イラネ) (Video Clip)              |      |
| 2.                                 | „Making of „Romance, irane”” (jap. Making of 「ロマンス、イラネ」)     | „Making of „Romance, irane”” (jap. Making of 「ロマンス、イラネ」) | „Making of „Romance, irane”” (jap. Making of 「ロマンス、イラネ」) | „Making of „Romance, irane”” (jap. Making of 「ロマンス、イラネ」) |      |

## Skład zespołu
„Romance, irane”, „Ai no mōfu”
- Team A: Atsuko Maeda (środek), Tomomi Itano, Haruna Kojima, Minami Minegishi, Mai Ōshima, Mariko Shinoda, Minami Takahashi, Hana Tojima.
- Team K: Sayaka Akimoto, Tomomi Kasai, Sae Miyazawa, Erena Ono, Yūko Ōshima.
- Team B: Aya Kikuchi, Mayu Watanabe.

„Romance, irane” (Himawari 2.0 Mix)
- Tomomi Itano, Mai Ōshima, Haruna Kojima, Yukari Satō, Minami Takahashi, Risa Narita, Megumi Ohori, Manami Oku, Tomomi Kasai, Natsuki Satō, Kaoru Hayano, Yuka Masuda, Natsumi Matsubara, Amina Satō, Risa Naruse, Reina Fujie.

„Romance, irane” (Himawari 2.1 Mix)
- Tomomi Ōe, Nozomi Kawasaki, Hitomi Komatani, Mariko Shinoda, Hana Tojima, Rina Nakanishi, Atsuko Maeda, Minami Minegishi, Sayaka Akimoto, Yūko Ōshima, Erena Ono, Kana Kobayashi, Kayo Noro, Sae Miyazawa, Asuka Kuramochi, Chisato Nakata.

## Notowania
| Lista                       | Pozycja |
| --------------------------- | ------- |
| Oricon Weekly Singles Chart | 6       |
| Billboard Japan Hot 100     | 22      |